# Bezdětná
Bezdětná je romantické filmové drama režiséra Miroslava Josefa Krňanského z roku 1935 natočené podle stejnojmenné předlohy Ignáta Herrmanna.
Postava svobodné matky, titulní role ve filmu, byla filmovým debutem herečky Nataši Gollové.

## Tvůrci
- Námět: Ignát Herrmann povídka Bezdětná
- Režie: Miroslav Josef Krňanský
- Scénář: Bohumil Štěpánek, Otakar Vávra, Jan Reiter
- Hudba: Josef Dobeš
- Výtvarník: Vilém Rittershain
- Kamera: Otto Heller
- Střih: Marie Bourová
- Zvuk: Bedřich Poledník
- Ateliéry: Barrandov
- Exteriéry: Nová Huť u Berouna
- Vyrobil: Elekta
- Další údaje: černobílý, 77 min, drama